# グリーク・サルーキ
グリーク・サルーキ（英：Greek Saluki）は、ギリシャ原産のサイトハウンド犬種である。別名はグリーク・グレイハウンド（英：Greek Greyhound）、ヘリニコス・イフニラティス（英：Hellinikos Ichnilatis）。
又、稀にアルバニアン・グレイハウンド（英：Albanian Greyhound）と表記が行なわれる場合があるがそれは間違いで、それはアルバニア原産のサルーキの系統の別犬種であり、本種ではない。

## 歴史
超古代犬種の一つで、サルーキやその親戚（若しくは亜種）であるネイディと共に紀元前7000年ごろから存在していた。この3犬種はいずれも血統的なかかわりがあるが、どれが原種であるかといった事などについてははっきりと分かっていない。
主にシカからウサギまであらゆる哺乳類を狩るのに使われている。小さなパック若しくはつがいで狩りを行い、自慢の視力と脚力を生かして獲物を追い詰めて仕留めた。山中でも知恵を駆使しながら仲間と連携を取り合って狩りを行なう。
もとから希少な犬種で、2度の世界大戦により絶滅寸前になってしまった。現在もその頭数は非常に少なく、絶滅してしまう危険性も非常に高い。ほぼ全てのグリーク・サルーキがギリシャ国内でのみ飼育されていて、原産国外にはほとんど知られていない。FCIにも未公認の希少犬種である。

## 特徴
その姿はサルーキにもよく似ているが、それよりも体高が高く、ややがっしりした体格をしている。ボディは筋肉質で引き締まっていて、サイトハウンドのため体型がよく、マズル・首・脚・胴・尾が長い。頭部は小さく凛とした顔つきで、マズルは先細りである。耳は垂れ耳、尾はサーベル形の垂れ尾で、耳と尾には飾り毛がある。コートはなめらかなスムースコートで、毛色はブラック・アンド・ホワイトなど。体高70cm前後、体重30kg前後の大型犬で、性格は家族に対してはよく懐き、繊細だがそれ以外の人の前ではあまり感情を表に出さない。しつけの飲み込みは普通だが、状況判断力は非常に優れている。身体能力が高く走るのがとても速い上、運動量は多い。